# Mályvafélék
A mályvafélék (Malvaceae) a mályvavirágúak (Malvales) rendjének egyik növénycsaládja. A mályva szó elő-vagy utótagként a család több nemzetségének magyar nevében is szerepel.

## Elterjedésük, élőhelyük
A nagyjából 80 nemzetség mintegy ezer fajának többsége a trópusokon honos: a szubtrópusokon, illetve a meleg mérsékelt égöv egyéb részein jóval kevesebb él; a kemény hideget többnyire rosszul tűrik. Kozmopolita család, de a fajok többsége Dél-Amerikából származik. A család több, gazdaságilag jelentős rost-, élelmiszer-, illetve dísznövényét szerte a világon termesztik.
A Kárpát-medencében honos lágyszárú fajaik közönséges gyom-, illetve gyógynövények. A fásszárúak egyedüli képviselői a hársfa (Tilia) nemzetség tagjai.

## Megjelenésük, felépítésük
Füvek, kórók, félcserjék, cserjék, ritkábban fák lehetnek. Mindegyik faj gyökere nyálkás. Száruk nagyon gyakran szőrös, mint ahogy leveleik is. Váltakozó állású, nyeles, ujjas erű, hasítatlan vagy kéz módjára karéjosan szárnyalt, a rügyben legyező módjára ráncolt leveleik mellett többnyire pálhalevelük is van.
Kétivarú, nagy, öttagú csillagszerű, magányosan vagy csoportosan álló virágaik a levél tövéből erednek; némelykor fürtös vagy ágas-bogas. Öt csészelevelük gyakran összenőtt, és többnyire a murvalevelekből fejlődött külső csészéjük is van (kettős csésze). Öt sziromlevelük szabadon áll. Jellegzetes ivaroszlopuk sok, a bibével összenőtt porzószálból alakult ki.
Öt vagy több termőlevélből alakult ki felső állású magházuk, a termés többnyire száraz, felhasadó, több üregű tok vagy résztermésekre széteső papsajttermés. Egyes fajok veseforma, kérges vagy érdes magja gyapjas (jellemzően ilyen a gyapoté). A magban kevés a fehérje, a csíra görbe, a sziklevél redős.

## Felhasználásuk
Sokféleképpen hasznosítják őket:

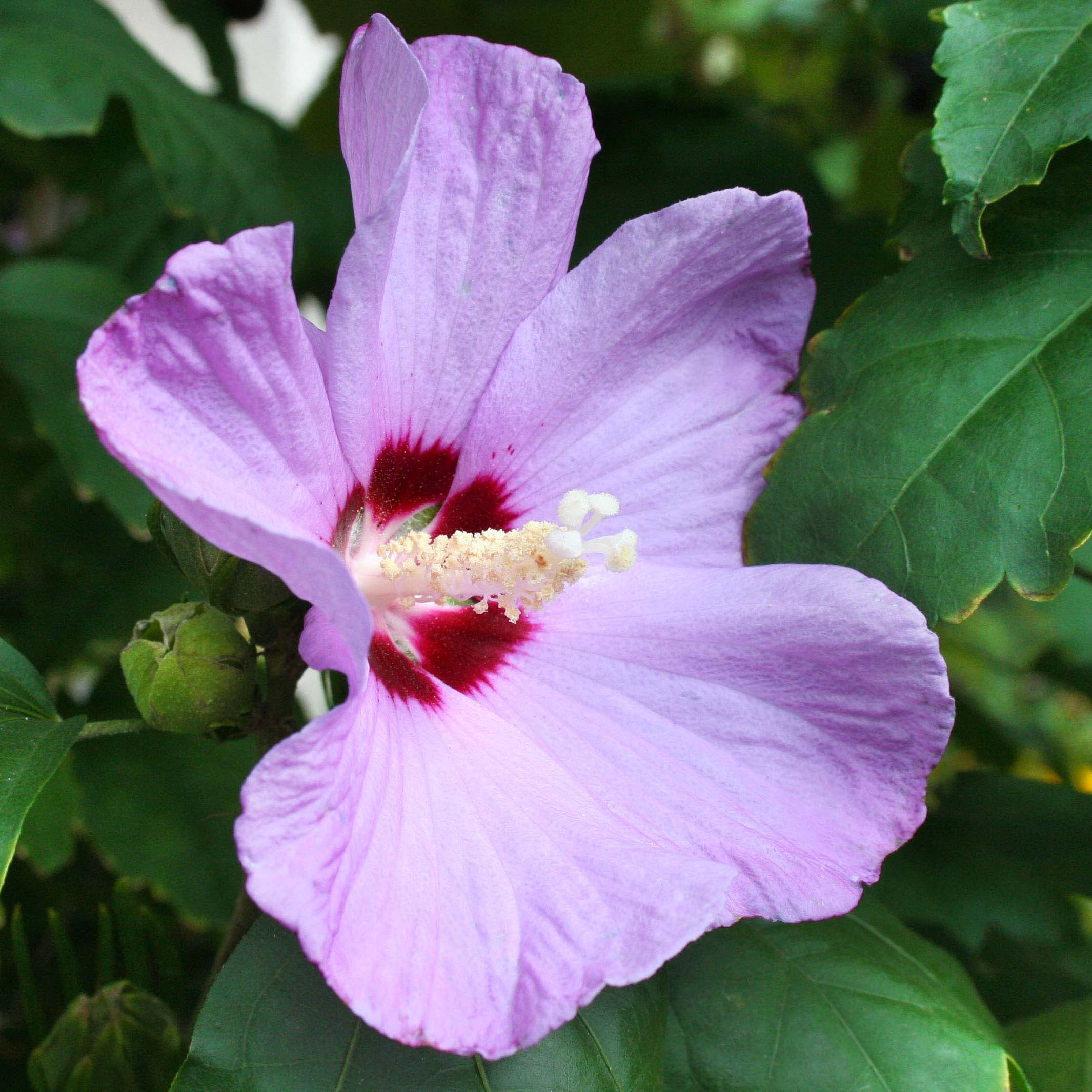
Kerti mályvacserje (Hibiscus syriacus)

- a család számos faja ismert gyógynövény; egyesek zsíros magva ehető;
- a gyapot magvának szőréből készül a pamut;
- némelyik nemzetség (Urena, Pavonia) fajainak a szövete hasznos;
- több fajt dísznövényként termesztenek;
- a kakaó (Theobroma cacao) és a kóla (Cola sp.) a legismertebb élvezeti növények közé tartozik.

## Rendszertani felosztásuk
A Malvaceae rendszertani leírása erősen vitatott.
A hagyományos Malvaceae sensu stricto (szoros értelemben vett) igen homogén és kladisztikusan monofiletikus csoportot alkot.
Egy másik gyakori rendszerezés alapján definiálták a Malvaceae sensu lato (tágabb értelemben vett) csoportot, miután az újabb technikákkal kimutatták, hogy az általánosan elismert Bombacaceae, Tiliaceae és Sterculiaceae növénycsaládok, amiket mindig a szoros értelemben vett Malvaceae-hez közelinek gondoltak, nem monofiletikusak. Így a Malvaceae-t kibővítették ezekkel a családokkal, hogy monofiletikus csoportot alkossanak. Ebben a leírásban a Malvaceae jóval több nemzetséget tartalmaz.
Ez a cikk ez utóbbi rendszerezést tartalmazza, ami az Angiosperm Phylogeny Website-on is olvasható. A Malvaceae s.l. (a továbbiakban egyszerűen Malvaceae) kilenc alcsaládra bontható. A család egy kísérleti jellegű kladogramja látható alább. A rombuszok a 80%-os konfidenciaszintnél rosszabbul támogatott elágazásokat jelzik.
|  | Byttnerioideae: 26 nemzetség, 650 faj. Pántropikus, főleg Dél-Amerika területén elterjedt. |
|  |                                                                                            |
|  | Grewioideae: 25 nemzetség, 770 faj. Pántropikus.                                           |
|  |                                                                                            |

|   | Sterculioideae: 12 nemzetség, 430 faj. Pántropikus. |
|   | |
|   | Tilioideae: 3 nemzetség, 50 faj. Az északi mérsékelt övezetben és Dél-Amerika területén elterjedt. |
|   | |
|   | Dombeyoideae: 21 nemzetség, 381 faj. Paleotropikus, főleg Madagaszkáron és a Mascarenhas-szigetcsoporton található meg.                                                                                     |
|   | |
|   | Brownowioideae: 8 nemzetség, 68 faj. Leginkább paleotropikus. |
|   | |
|   | Helicteroideae: 8 to 10 nemzetség, 10 - 90 faj. Tropikus, főleg Délkelet-Ázsia területén található. |
|   | |
| ♦ | \| \| Malvoideae: 78 nemzetség, 1670 faj. A mérsékelt égövtől a trópusokig előfordul. \| \| \| \| \| \| Bombacoideae: 12 nemzetség, 120 faj. Trópusi területek, főleg Afrika és Amerika lakója. \| \| \| \| |
|   | \| \| Malvoideae: 78 nemzetség, 1670 faj. A mérsékelt égövtől a trópusokig előfordul. \| \| \| \| \| \| Bombacoideae: 12 nemzetség, 120 faj. Trópusi területek, főleg Afrika és Amerika lakója. \| \| \| \| |
|   | Malvoideae: 78 nemzetség, 1670 faj. A mérsékelt égövtől a trópusokig előfordul. |
|   | |
|   | Bombacoideae: 12 nemzetség, 120 faj. Trópusi területek, főleg Afrika és Amerika lakója. |
|   | |

|  | Malvoideae: 78 nemzetség, 1670 faj. A mérsékelt égövtől a trópusokig előfordul.         |
|  |                                                                                         |
|  | Bombacoideae: 12 nemzetség, 120 faj. Trópusi területek, főleg Afrika és Amerika lakója. |
|  |                                                                                         |

|  | Byttnerioideae: 26 nemzetség, 650 faj. Pántropikus, főleg Dél-Amerika területén elterjedt. |
|  |                                                                                            |
|  | Grewioideae: 25 nemzetség, 770 faj. Pántropikus.                                           |
|  |                                                                                            |

|   | Sterculioideae: 12 nemzetség, 430 faj. Pántropikus. |
|   | |
|   | Tilioideae: 3 nemzetség, 50 faj. Az északi mérsékelt övezetben és Dél-Amerika területén elterjedt. |
|   | |
|   | Dombeyoideae: 21 nemzetség, 381 faj. Paleotropikus, főleg Madagaszkáron és a Mascarenhas-szigetcsoporton található meg.                                                                                     |
|   | |
|   | Brownowioideae: 8 nemzetség, 68 faj. Leginkább paleotropikus. |
|   | |
|   | Helicteroideae: 8 to 10 nemzetség, 10 - 90 faj. Tropikus, főleg Délkelet-Ázsia területén található. |
|   | |
| ♦ | \| \| Malvoideae: 78 nemzetség, 1670 faj. A mérsékelt égövtől a trópusokig előfordul. \| \| \| \| \| \| Bombacoideae: 12 nemzetség, 120 faj. Trópusi területek, főleg Afrika és Amerika lakója. \| \| \| \| |
|   | \| \| Malvoideae: 78 nemzetség, 1670 faj. A mérsékelt égövtől a trópusokig előfordul. \| \| \| \| \| \| Bombacoideae: 12 nemzetség, 120 faj. Trópusi területek, főleg Afrika és Amerika lakója. \| \| \| \| |
|   | Malvoideae: 78 nemzetség, 1670 faj. A mérsékelt égövtől a trópusokig előfordul. |
|   | |
|   | Bombacoideae: 12 nemzetség, 120 faj. Trópusi területek, főleg Afrika és Amerika lakója. |
|   | |

|  | Malvoideae: 78 nemzetség, 1670 faj. A mérsékelt égövtől a trópusokig előfordul.         |
|  |                                                                                         |
|  | Bombacoideae: 12 nemzetség, 120 faj. Trópusi területek, főleg Afrika és Amerika lakója. |
|  |                                                                                         |

Fontos megjegyezni, hogy az alcsaládok közötti kapcsolatok még mindig homályosak, ezért a család leírása akár teljesen megváltozhat új kutatási eredmények napvilágra kerülésével.
A hagyományos értelemben vett Malvaceae s.s.-t az annak kb. megfelelő mályvaformák (Malvoideae) alcsaládról szóló cikk tárgyalja.